# Nothophacidium abietinellum
Nothophacidium abietinellum är en svampart som först beskrevs av Dearn., och fick sitt nu gällande namn av J. Reid & Cain 1962. Nothophacidium abietinellum ingår i släktet Nothophacidium, ordningen disksvampar, klassen Leotiomycetes, divisionen sporsäcksvampar och riket svampar.   Inga underarter finns listade i Catalogue of Life.